# الدوري السويدي الدرجة الثانية 2010
الدوري السويدي الدرجة الثانية 2010 (بالسويدية: Division 2 i fotboll för herrar 2010)‏ هو موسم من الدوري السويدي الدرجة الثانية. فاز فيه IFK Luleå ‏.